# Neuvy-Pailloux
Neuvy-Pailloux és un municipi francès, situat al departament de l'Indre i a la regió de Centre – Vall del Loira. L'any 2007 tenia 1.301 habitants.

## Demografia

### Població
El 2007 la població de fet de Neuvy-Pailloux era de 1.301 persones. Hi havia 510 famílies, de les quals 130 eren unipersonals (55 homes vivint sols i 75 dones vivint soles), 182 parelles sense fills, 170 parelles amb fills i 28 famílies monoparentals amb fills.
La població ha evolucionat segons el següent gràfic:
Habitants censats

### Habitatges
El 2007 hi havia 594 habitatges, 527 eren l'habitatge principal de la família, 23 eren segones residències i 44 estaven desocupats. 556 eren cases i 32 eren apartaments. Dels 527 habitatges principals, 394 estaven ocupats pels seus propietaris, 120 estaven llogats i ocupats pels llogaters i 13 estaven cedits a títol gratuït; 8 tenien una cambra, 20 en tenien dues, 98 en tenien tres, 173 en tenien quatre i 228 en tenien cinc o més. 322 habitatges disposaven pel capbaix d'una plaça de pàrquing. A 196 habitatges hi havia un automòbil i a 274 n'hi havia dos o més.

### Piràmide de població
La piràmide de població per edats i sexe el 2009 era:
| Homes | Edats   | Dones |
| ----- | ------- | ----- |
| 0     | 95 o +  | 0     |
| 0     | 90 a 94 | 16    |
| 0     | 85 a 89 | 16    |
| 8     | 80 a 84 | 8     |
| 20    | 75 a 79 | 12    |
| 24    | 70 a 74 | 40    |
| 48    | 65 a 69 | 28    |
| 32    | 60 a 64 | 52    |
| 24    | 55 a 59 | 20    |
| 72    | 50 a 54 | 60    |
| 44    | 45 a 49 | 32    |
| 44    | 40 a 44 | 36    |
| 28    | 35 a 39 | 36    |
| 44    | 30 a 34 | 48    |
| 48    | 25 a 29 | 16    |
| 56    | 20 a 24 | 48    |
| 12    | 15 a 19 | 44    |
| 32    | 10 a 14 | 20    |
| 32    | 5 a 9   | 28    |
| 32    | 0 a 4   | 32    |

## Economia
El 2007 la població en edat de treballar era de 778 persones, 591 eren actives i 187 eren inactives. De les 591 persones actives 541 estaven ocupades (301 homes i 240 dones) i 51 estaven aturades (25 homes i 26 dones). De les 187 persones inactives 92 estaven jubilades, 50 estaven estudiant i 45 estaven classificades com a «altres inactius».

### Ingressos
El 2009 a Neuvy-Pailloux hi havia 524 unitats fiscals que integraven 1.293,5 persones, la mediana anual d'ingressos fiscals per persona era de 17.581 €.

### Activitats econòmiques
Dels 47  establiments que hi havia el 2007, 2 eren d'empreses alimentàries, 1 d'una empresa de fabricació de material elèctric, 4 d'empreses de fabricació d'altres productes industrials, 5 d'empreses de construcció, 9 d'empreses de comerç i reparació d'automòbils, 6 d'empreses de transport, 4 d'empreses d'hostatgeria i restauració, 2 d'empreses financeres, 3 d'empreses immobiliàries, 3 d'empreses de serveis, 5 d'entitats de l'administració pública i 3 d'empreses classificades com a «altres activitats de serveis».
Dels 13 establiments de servei als particulars que hi havia el 2009, 1 era una oficina de correu, 3 tallers de reparació d'automòbils i de material agrícola, 1 autoescola, 1 paleta, 1 fusteria, 1 lampisteria, 2 perruqueries i 3 restaurants.
Dels 3 establiments comercials que hi havia el 2009, 1 era una botiga de més de 120 m², 1 una botiga de menys de 120 m² i 1 una fleca.
L'any 2000 a Neuvy-Pailloux hi havia 20 explotacions agrícoles que ocupaven un total de 3.645 hectàrees.

## Equipaments sanitaris i escolars
L'únic equipament sanitari que hi havia el 2009 era una farmàcia.
El 2009 hi havia una escola elemental.

## Poblacions més properes
El següent diagrama mostra les poblacions més properes.